# Kościół św. Michała Archanioła w Zebrzydowicach
Kościół pw. św. Michała Archanioła w Zebrzydowicach – zabytkowy rzymskokatolicki kościół należący do archidiecezji krakowskiej wybudowany w 1620 roku.

## Historia
Kościół ufundowany przez Mikołaja Zebrzydowskiego, wybudowany w latach 1599–1602 na miejscu starego pw. św. Marcina z lat 1325–1327 (jego dzieje nie są znane aż do końca XVI w., gdyż zaginęły wszelkie dokumenty z tamtego okresu).
Plany świątyni wykonał Jan Maria Bernardonii z Como, budowniczy kościoła jezuickiego w Krakowie, oraz klasztoru i Bazylika Matki Bożej Anielskiej Bernardynów w Kalwarii Zebrzydowskiej.

## Architektura
Murowany, orientowany kościół zbudowany na planie prostokąta, w stylu renesansowo-barokowym. Po bokach prezbiterium znajdują się dwie przybudówki z lożami i otwartymi do wnętrza arkadowymi emporami na piętrze. W miejscu łączenia nawy i prezbiterium wznoszą się na planie kwadratu niższe od kalenicy dachu dwie wieże z lokalnościami, pokryte dachem namiotowym (podobne do wież fundowanego równocześnie szpitala bonifratrów w Zebrzydowicach). Wnętrze nawy rozczłonkowane jest pilastrami. Na zewnątrz znajdują się częściowo szkarpy, częściowo lizeny. Fasada zwieńczona jest trójkątnym frontonem, na osi znajduje się portal z pilastrami dźwigającymi belkowanie i trójkątny przyczółek. W dolnych oknach znajdują się posągi świętych. Prezbiterium i nawa sklepione kolebkowo z lunetami. W manierystycznym ołtarzu głównym z ok. 1600 r. umieszczone są dwa obrazy: Zwiastowania Najświętszej Panny Marii i nasuwany na niego – św. Michała Archanioła. Na szczycie ołtarza rzeźba Matki Boskiej z Dzieciątkiem, depczącej szatana w postaci lwa- przeniesiona z poprzedniego kościoła i stanowiąca cenny zabytek śląskiej sztuki gotyckiej sprzed 1400 r. Dwa boczne ołtarze i ambona posiadają cechy renesansowe. Polichromia z 1925 r. wykonana według projektu Jana Bukowskiego przez Karola Politańskiego.
Od roku 2007 w kościele tym trwają prace konserwatorskie polichromii na ścianach, ołtarza głównego, czterech ołtarzy bocznych, ambony oraz chrzcielnicy. Na przyszłość planowane są również remonty konserwatorskie zabytkowych organów.